# Obbligazione naturale
L'obbligazioni naturale è una categoria giuridica contemplata dal codice civile italiano del 1942 e già nota al diritto romano. 

## Storia
Nel diritto romano si parlava di obligationes pure con riguardo a rapporti non sanzionati da actiones (obbligazioni naturali) e che quindi erano rapporti più in punto di fatto che in punto di diritto non essendo coercibile l'adempimento. Di esse si incominciò a parlare in relazione a:
- i debiti da atto lecito assunti dallo schiavo in favore di persona diversa dal dominus.
- debiti da atto lecito tra alieni iuris e persone che su di esse esercitavano la potestà.
- le obbligazioni assunte dal pupillo senza l'auctoritas del tutor.
- i debiti da atto lecito assunti in favore di estranei da parte di filiae familias e uxores in manu.

Con questo riconoscimento, si volle tener fede al principio che negava agli alieni iuris la capacità giuridica senza dall'altro lato negare al negozio qualsiasi efficacia. Chi faceva dunque solutio in dipendenza di un'obligatio naturale adempiva un debito e una volta adempiuto non era più comunque possibile chiederne la restituzione (soluti retentio).

## Descrizione
Disciplinate dall'art. 2034 c.c., sono quelle obbligazioni che trovano la propria fonte nei doveri morali e sociali che, pur non essendo giuridici, quindi non coercibili, non sono indifferenti per l'ordinamento. Sono tradizionalmente definite obbligazioni imperfette: non è possibile infatti agire giudizialmente per ottenere l'esecuzione dell'adempimento che integra tale obbligazione. Esse sono rilevanti per il diritto a partire dal momento dell'esecuzione della prestazione. Una volta eseguita, infatti, la prestazione oggetto dell'obbligazione naturale, il debitore non può ripetere ciò che ha spontaneamente prestato (cosiddetta soluti retentio).
Il legislatore ha utilizzato l’espressione spontaneamente e non volontariamente chiarendo da un lato che l'obbligazione non deve essere frutto di una coazione ad agire subita dal debitore naturale, dall'altro che non rileva se quest'ultimo ha adempiuto perché ha scambiato un'obbligazione naturale con un'obbligazione civile. Dunque, ad esempio, la violenza subita legittima la ripetizione: l'errore no invece.
L'altro requisito previsto è quello della capacità del debitore. Il problema è quello di stabilire la natura negoziale dell'atto di adempimento dell'obbligazione naturale, e cioè se esso sia un atto negoziale o meno:
- La teoria della natura negoziale dell'adempimento fa leva sul fatto che nel caso di adempimento dell'obbligazione naturale manca il carattere della doverosità. Perciò, l'atto di attribuzione è impugnabile con l'azione di annullamento per violenza, dolo, incapacità di agire, di intendere e di volere con eccezione della colpa;
- La teoria della non negozialità pone in luce il fatto che la norma va spiegata col principio di autoresponsabilità posto a tutela degli incapaci: non si avrà riguardo alla formale capacità di agire ma alla sostanziale capacità naturale (con ripetibilità della prestazione se essa non sussiste).

L'adempimento dell'obbligazione naturale si atteggia come negozio unilaterale, attributivo di un bene al creditore, senza che, come detto, il debitore abbia possibilità di ripetere.

## Requisiti
Affinché una prestazione integri una obbligazione naturale è necessario che il soggetto adempiente, o debitore, sia capace di intendere e di volere e che la prestazione sia di carattere spontaneo. In dottrina il pagamento spontaneo del debito prescritto è stato interpretato come adempimento di obbligazione naturale e in quanto tale non ripetibile.
L'adempimento di un'obbligazione naturale, secondo la dottrina prevalente, può avere ad oggetto qualunque prestazione, di dare o di fare, ad esecuzione istantanea o periodica. Se consiste in un'obbligazione ad esecuzione periodica il debitore può sospenderne l'esecuzione in qualunque momento, senza essere obbligato ad eseguirne altre. Per quanto riguarda le obbligazioni di dare nessun problema sorge se si tratta di cose mobili. Il problema, invece, sorge per stabilire se è possibile effettuare un trasferimento immobiliare e in che forma. La dottrina ha proposto più tesi.

### La teoria negativa
Alcuni autori sostengono che un'attribuzione patrimoniale in adempimento di un'obbligazione naturale non possa effettuarsi se non con le forme della donazione (cioè l'atto pubblico). L'atto privo di tale forma sarebbe un contratto nullo perché senza causa. Tale teoria è sostenuta da coloro che accolgono le cosiddette teorie oggettive della causa del contratto, secondo cui un contratto o è tipico (e allora la causa si presume) oppure è atipico (e allora deve essere valutata in concreto la meritevolezza dell'interesse perseguito dalle parti, ai sensi dell'art. 1322). La causa della donazione, secondo questa visione, è costituita dal depauperamento del donante e dall'arricchimento del donatario; dal momento che l'attribuzione patrimoniale a seguito di un'obbligazione naturale ha sicuramente queste caratteristiche (arricchimento-depauperamento) sarebbe una donazione e quindi deve essere effettuata in forma pubblica. Contro questa teoria è stato detto che la causa della donazione è ravvisabile nell'animus donandi, e se questo è vero allora va evidenziato come tale animus manchi sicuramente nell'adempimento dell'obbligazione naturale; non siamo quindi in presenza di una donazione, perché il soggetto non vuole donare alcunché, ma vuole adempiere a quello che lui ritiene un debito. Si è inoltre osservato che questa tesi ha insita in se una grossa contraddizione. Si dice, infatti, che l'adempimento di un'obbligazione naturale costituisce giusta causa dell'attribuzione patrimoniale; ora, tale tesi porta alla seguente conclusione: che se l'attribuzione ha ad oggetto un bene mobile (anche di rilevante valore) l'atto avrebbe una giusta causa, se l'attribuzione ha ad oggetto un bene immobile sarebbe nullo per mancanza di causa.

### La tesi della realità dell'atto di attribuzione
Secondo Gazzoni e Moscati, l'art. 2034 concerne un comportamento esecutivo; l'adempimento dell'obbligazione naturale, cioè, è un atto giuridico e non un negozio, a carattere reale (l'attribuzione opera, cioè, mediante la consegna della cosa). Secondo questa visione sarebbe possibile effettuare un trasferimento immobiliare mediante la semplice consegna dell'immobile; il problema della trascrizione verrebbe risolto con una sentenza di accertamento. L'art. 1350, infatti, non dice che tutti i tipi di atto con cui si trasferisce un diritto immobiliare devono effettuarsi in forma scritta, ma solo che i contratti che trasferiscono tali diritti devono avere questa forma. E l'adempimento di un'obbligazione non è un contratto, ma un comportamento; quindi non sarà necessaria una forma particolare (Gazzoni).

### La tesi della necessità della forma scritta
Altri autori, invece, ritengono che sia possibile un'attribuzione immobiliare ma che sia necessaria la forma scritta (Bianca). Questo non perché avremmo un atto senza causa, ma perché nel nostro sistema giuridico i trasferimenti immobiliari richiederebbero sempre la forma scritta. A tal fine sarebbe sufficiente che nella scrittura sia inserita l'attestazione che l'atto è compiuto per adempiere ad un’obbligazione naturale ai sensi dell'art. 2034. Quanto alla qualificazione di tale tipo di atto la dottrina è divisa: secondo qualcuno dovrebbe essere inquadrato nella figura del contratto con obbligazioni a carico del solo proponente; secondo altri invece non avremmo un vero e proprio contratto, ma un atto di natura esecutiva la cui forma scritta si risolverebbe in una sorta di requisito integrativo della consegna (Breccia). Contro questa tesi si è detto (Gazzoni) che se l'atto scritto fosse l'unico modo per adempiere ad una obbligazione naturale si porrebbe poi il problema di stabilire se la soluti retentio consegua al mero accordo oppure alla consegna. Ora, se l'irripetibilità consegue alla consegna, in quanto il pagamento è un atto a carattere reale, non si giustifica il requisito della forma, che apparirebbe "un'inutile superfetazione" e "un vuoto ossequio ad un'interpretazione formalistica del sistema". Se, invece, diciamo che l'irripetibilità consegue all'accordo si verrebbe ad operare una sorta di equiparazione tra irripetibilità della prestazione (di cui parla l'art. 2034) e irretrattabilità della dichiarazione; in altre parole, in questo secondo caso dovremmo sostenere che il pagamento debba essere effettuato non in forza dell'obbligazione naturale, ma in forza dell'accordo (diventerebbe l'accordo, cioè, e non l'obbligazione naturale, il titolo della consegna).

## I debiti di gioco
Il debito di gioco è un classico esempio di obbligazione naturale. Il gioco d'azzardo nel nostro ordinamento giuridico è infatti illecito e proibito. Logica conseguenza sarebbe, nel diritto civile, la nullità del contratto di gioco o scommesse (ai sensi dell'art. 1418 c.c. infatti il contratto è nullo quando contrario a norme imperative) e che quindi la relativa obbligazione di pagare i debiti di gioco sia nulla con la inevitabile conseguenza di prevedere, a favore del debitore, la possibilità di riavere indietro quanto pagato (cd. azione di ripetizione di indebito, ex art. 2033 c.c.). 
Tuttavia, proprio perché si tratta di obbligazioni naturali vengono in considerazione altre norme, gli artt. 1933 e 2034 c.c., che vietano la ripetizione di quanto pagato in esecuzione a un'obbligazione naturale, come appunto il debito di gioco.